# Alexandra Michailowna Kalmykowa

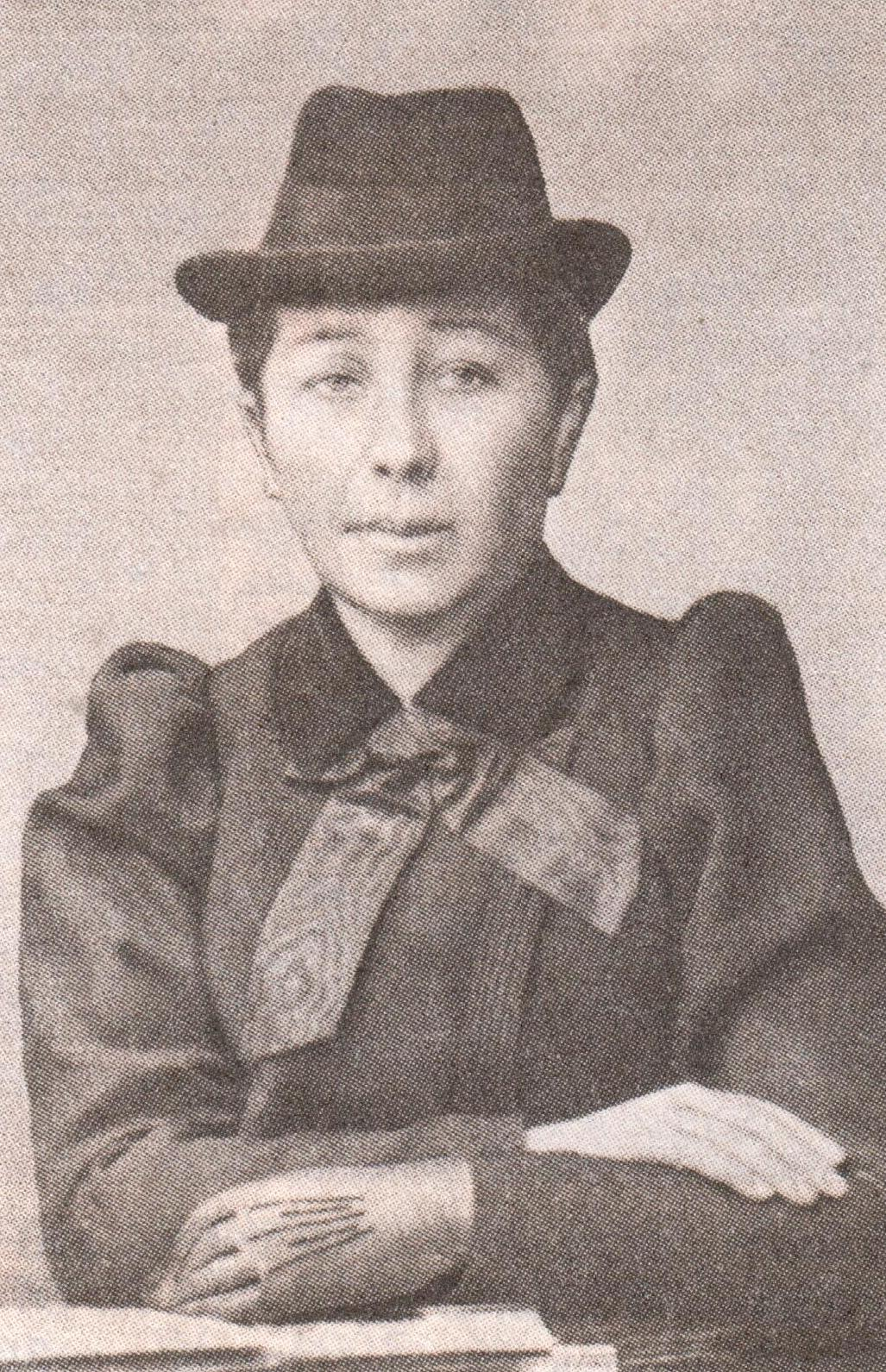
Alexandra Michailowna Kalmykowa (etwa 1890)

Alexandra Michailowna Kalmykowa, geboren Tschernowa, (russisch Александра Михайловна Калмыкова, урожд. Чернова; * 26. Dezember 1849jul. / 7. Januar 1850greg. in Jekaterinoslaw; † 1. April 1926 in Detskoje Selo) war eine russische bzw. sowjetische Pädagogin und Hochschullehrerin.

## Leben
Tschernowas Mutter Alexandra Akimowna Tschernowa (1829–1905) gründete 1864 und leitete dann die Jekaterinoslawer Mädchenschule bis 1870, als die Schule das Marien-Mädchengymnasium mit ihr als Leiterin wurde. Der Großvater Akim Jakowlewitsch Kowalewski war der zweite Direktor des Jekaterinoslawer Gymnasiums und dann Schuldirektor des Gouvernements Jekaterinoslaw. Der Pädagoge Baron Nikolai Korf war ein entfernter Verwandter.
Den Besuch der Jekaterinoslawer Mädchenschule schloss Tschernowa 1868 als diplomierte Lehrerin ab, worauf sie dort bis 1872 unterrichtete. 1869 heiratete sie den Beamten Dmitri Alexandrowitsch Kalmykow, der schließlich Senator des Zivil-Kassationsdepartements wurde (im Rang eines Geheimen Rats, 3. Rangklasse). Ihr Sohn Andrei wurde 1870 geboren.
In Simferopol näherte sich Kalmykowa dem Vorsitzenden der Semstwo-Verwaltung Wladimir Winberg, bei dem sich Nikolai Kletotschnikow, Sofja Perowskaja und weitere Mitglieder der Narodnaja Wolja trafen. Sie beteiligte sich nicht an terroristischen Aktivitäten, gab aber Informationen über bevorstehende Verhaftungen weiter, die sie dank des Dienstes ihres Mannes erfuhr.
Kalmykowa schloss sich in Charkow dem Kreis um die neue fortschrittliche Zeitung Juschny krai (Südregion) an, deren erste Ausgabe im Dezember 1880 erschien und in der sie einige Aufsätze über das Jüdische Problem in Russland veröffentlichte. Auch beteiligte  sie sich an der Arbeit der in Charkow von Chrystyna Altschewska gegründeten Mädchensonntagsschule. Für ein Lesebuch für das Volk verfasste sie die Abschnitte zur Geographie und Geschichte.

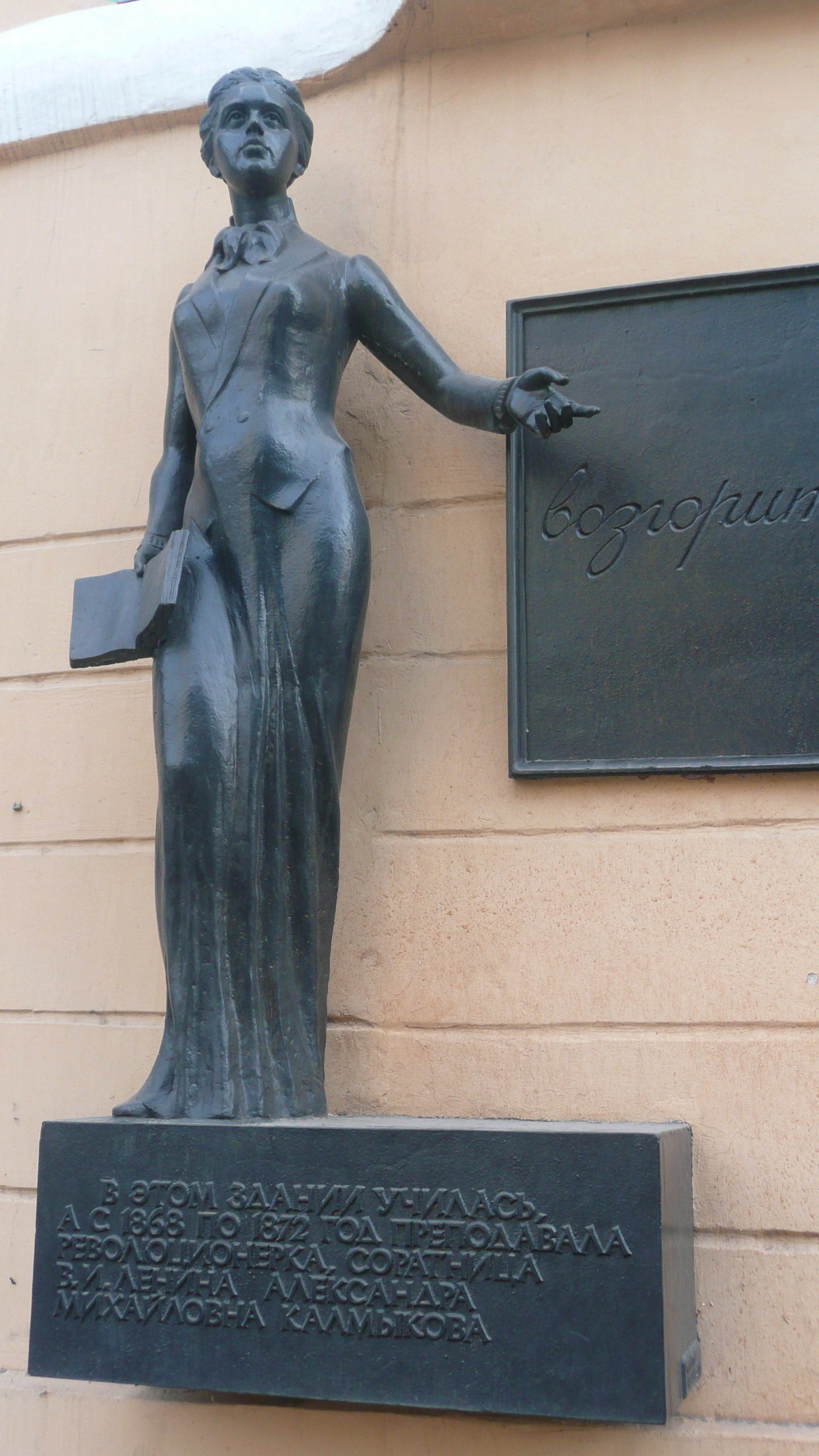
Kalmykowa-Denkmal am früheren Mädchengymnasium in Dnipro

Ab 1885 lebte Kalmykowa in St. Petersburg, wo sie an einer Sonntagsschule an der Schlüsselburg-Chaussee unterrichtete. Sie arbeitete in der Fröbel-Gesellschaft mit und unterrichtete 1884–1895 in den Fröbel-Pädagogik-Kursen. Sie war Mitglied und dann Leiterin des Universitätskreises für Untersuchung der Volksliteratur der Brüder Fjodor und Sergei Oldenburg. Sie trat in die Redaktionen der Zeitschrift der Legalen Marxisten Nowoje slowo und der Monatszeitschrift Natschalo ein. Mit Lew Tolstoi beteiligte sie sich an dem Buch über den griechischen Lehrer Sokrates (1886). Ab 1889 lebte der Student Peter Struve in ihrer Familie. Auch gründete sie und betrieb dann bis 1901 ein Büchermagazin in dem Haus ihrer Wohnung, wie sich Anna Jelisarowa-Uljanowa erinnerte. Der 1890 erschienene Katalog ihres Büchermagazins war eine gute Hilfe für Schul- und Volksbibliotheken. In den Jahren 1890–1893 veröffentlichte sie Aufsätze in der Zeitschrift Russkaja Schkola. Ihre Bücher erlebten 20 Auflagen. Von 1889 bis 1895 war sie Sekretärin des Schrifttum-Komitees der Kaiserlichen Freien Ökonomischen Gesellschaft zu St. Petersburg.
Kalmykowa stand dem Petersburger Kampfbund zur Befreiung der Arbeiterklasse und weiteren illegalen marxistischen Organisationen nahe und hielt den Kontakt zu Nadeschda Krupskaja, Apollinarija Jakubowa, Lidija Knipowitsch und weiteren führenden Personen dieser Organisationen. Dank ihrer guten gesellschaftlichen Beziehungen organisierte sie Wohnungen und Lagerräume für sie und verschaffte Geld. Auch unterstützte sie Lenins Iskra und die Bolschewiki.
Nach der von der Polizei aufgelösten Studentendemonstration an der Kasaner Kathedrale im März 1901 protestierte Kalmykowa gegen die Polizeiaktion im Namen des Verbands für gegenseitige Hilfe der russischen Schriftsteller der Russischen Literaturgesellschaft. Darauf wurde sie 1902 in einen Ort ohne Fabriken und Universitätsansiedlungen verbannt, was sie in eine Auslandsverbannung umwandeln konnte. Sie lebte hauptsächlich in Deutschland und unterstützte die Iskra, die Stuttgarter marxistische Sarja (Morgenröte) und sozialdemokratische Emigrantenorganisationen. 1904 erhielt sie die Genehmigung für einen befristeten Besuch ihrer erkrankten Mutter in Jekaterinoslaw.
Nach der Amnestie 1905 kehrte Kalmykowa 1906 nach Russland zurück. Sie betätigte sich wieder in Kursen der Fröbel-Gesellschaft und beteiligte sich an der Organisation von Bibliothekarskursen an der Moskauer Schanjawski-Volksuniversität. Ab 1909 war sie Vorsitzende der Gesellschaft zur Förderung der Vorschulerziehung. Sie hielt 1913–1916 Vorlesungen an der Schanjawski-Volksuniversität. Am Petrograder Lehrerseminar unterrichtete sie ab 1915 bis zur Oktoberrevolution Bauernkinder im Alter von 13 bis 19 Jahren. Bei den Höheren Lesgaft-Kursen führte sie ab 1916 bis zur Oktoberrevolution einjährige Kurse für Vorschul- und Schulerziehung durch.
Nach der Oktoberrevolution arbeitete Kalmykowa im System des Volkskommissariats für Bildung der RSFSR und lehrte am Petrograder Uschinski-Pädagogik-Institut. Ein Lungenemphysem entwickelte sich, und ab 1922 litt sie an Arthritis. Dank der Bemühungen Wikenti Weressajews wurde ihr in Anerkennung ihrer revolutionären und pädagogischen Tätigkeit eine persönliche Pension zugesprochen.
Kalmykowa starb am 1. April 1926 in Detskoje Selo und wurde in Leningrad auf dem Wolkowo-Friedhof an den Literatenbrücken begraben.